# مونته‌یاسی
مونته‌یاسی (به ایتالیایی: Monteiasi) یک کومونه در ایتالیا است که در استان تارانتو واقع شده‌است.

## خصوصیات
مونته‌یاسی ۹ کیلومترمربع مساحت و ۵٬۵۸۳ نفر جمعیت دارد.